# Wolfgang Klatt
Wolfgang Klatt (* 17. April 1939 in Stargard (Pommern); † 18. Februar 2016 in Twistringen) war ein Bremer Politiker (SPD) und Mitglied der Bremischen Bürgerschaft.

## Biografie

### Familie, Ausbildung und Beruf
Klatt wurde zum Verwaltungsbeamten in Bremen ausgebildet und war als Verwaltungsoberrat bei der Allgemeinen Ortskrankenkasse (AOK) in Bremen tätig. Bei der AOK war er in den 1970er Jahren Personalratsvorsitzender.
Er wurde in den 1990er Jahren vom Bremer Senat mit der Einrichtung des Hansekontors Bremen – Rostock beauftragt, das er leitete.

Er war zum zweiten Mal verheiratet, hatte einen Sohn und wohnte zuletzt in Marhorst/Twistringen.

### Politik
Klatt war seit 1961 Mitglied der SPD. Er war unter anderem Vorsitzender und Mitglied im Vorstand seines SPD-Ortsvereins Bremen-Walle und langjähriger Unterbezirks- und Landesdelegierter in der Partei.
Klatt war Mitglied im Beirat des Stadtteils Walle. Von 1971 bis Oktober 1990 war er Mitglied der Bremischen Bürgerschaft und in zahlreichen Deputationen und Ausschüssen der Bürgerschaft tätig, unter anderem in der für Soziales, Gesundheit und Umweltschutz und der für Finanzen.